# HMG-CoA sintasa
HMG-CoA sintasa és un enzim que catalitza la reacció en la qual es forma el compost ramificat 3-hidroxi-3-metilglutaril-CoA (HMG-CoA) a partir d'acetil-CoA i acetoacetil-CoA. L'enzim s'expressa en hepatòcits, i té dues formes isoenzimàtiques, una que es troba al citosol i té un paper important en la síntesi de colesterol, i una altra que es troba en mitocondris i que és important en la síntesi de cossos cetònics.
L'enzim catalitza una reacció on hi ha la condensació aldòlica entre el carboni del metil de l'acetil-CoA i el grup β-carbonil de l'acetoacetil-CoA, amb la hidròlisi simultània de l'enllaç tioéster de l'acetil-CoA, però no la de l'enllaç tioéster de l'acetoacetil-CoA.

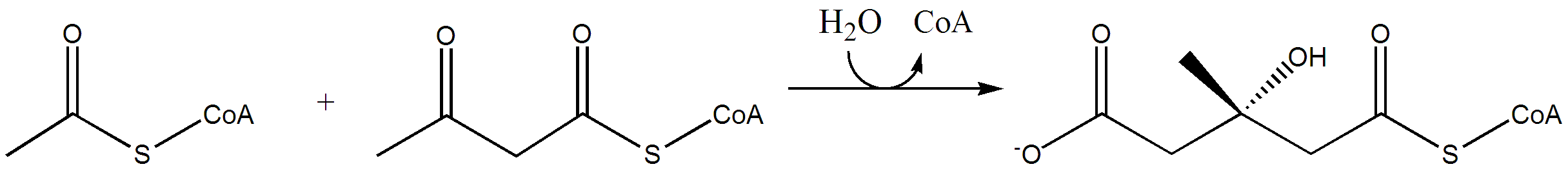
Reacció de la HMG-CoA sintasa

## Isoformes
La forma isoenzimàtica que es troba al citosol de l'hepatòcit, té un rol important en la via del mevalonat per sintetitzar colesterol. És el primer enzim de la via i a partir de l'HMG-CoA generat es podrà sintetitzar el mevalonat. La isoforma mitocondrial participa en la síntesi de cossos cetònics.

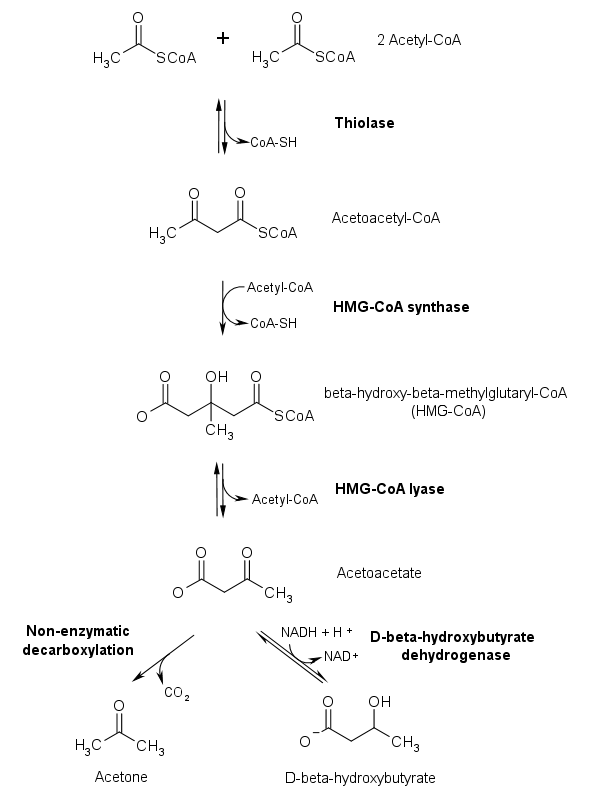
Cetogènesi

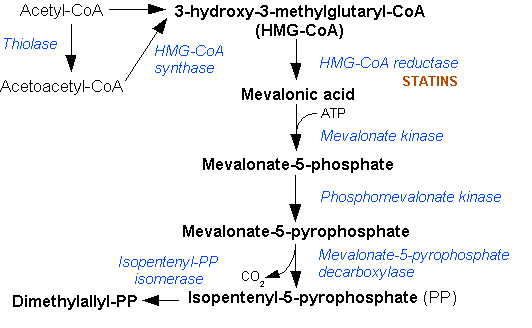
Via del mevalonat

## Regulació
El gen que codifica la isoforma mitocondrial de l'enzim té tres elements de regulació per esterol a la regió 5′. També té regions amb elements de regulació per carbohidrats. L'enzim és regulat, per tant, a nivell transcripcional i a nivell nutricional. Una concentració baixa de glucosa provoca que la concentració d'insulina també sigui baixa i sigui més alta la de glucagó. El glucagó via adenilat ciclasa sintetitzarà monofosfat d'anenosina cíclic (AMPc, de l'anglès cyclic adenosine monophosphate) que actuarà de segon missatger activant la proteïna cinasa A (PKA, de l'anglès protein kinase A) que activarà la transcripció del gen regulant els elements de regulació per carbohidrats CRE. D'altra banda, els àcids grassos monoinsaturats i la insulina inhibiran la PKA. Això fa que quan hi ha disponibilitat de glucosa, s'aturi la síntesi de cossos cetònics, però quan la glucosa escasseja, n'augmenti la transcripció per poder sintetitzar cossos cetònics i obtenir energia a partir d'aquests. La forma citosòlica és regulada per colesterol, que l'inhibeix, de manera que quan ja hi ha prou colesterol sintetitzat s'atura la seva via de producció.